# 米沢有為会
米沢有為会（よねざわゆういかい）は、山形県置賜地方の奨学育英、文化・産業振興と会員親睦を目的とした出身者、在住者による会員制・公益社団法人。1889年（明治22年）設立。

## 概要
米沢有為会の目的を、定款は「この法人は、育英事業その他の学術及び文化の振興等に関する事業を行い、置賜地方（米沢市、長井市及び南陽市並びに高畠町、川西町、小国町、白鷹町及び飯豊町）に関わる有為な人材の育成及び地域の福利の増進に寄与すること」としている。
この目的を達成するため、次の事業を行うとしている。
1. 学資の給貸与
2. 学生寄宿舎の管理運営
3. 学術文化施設の管理運営
4. 教育奨励及び振興に関する事業
5. 産業振興に関する事業
6. 学術文化振興に関する事業
7. その他この法人の目的を達成するために必要な事業

本部を東京におき、東京支部、米沢支部、仙台支部、北海道支部の4支部からなる。学生寄宿舎として東京興譲館（東京都調布市）、仙台興譲館（仙台市）、学術文化施設として我妻榮記念館がある。